# World Broadcasting Unions
Die World Broadcasting Unions (WBU) (deutsch: Weltrundfunkunion) sind ein 1992 in Toronto (Kanada) gegründetes Koordinierungsgremium kontinentaler Zusammenschlüsse von Rundfunkanstalten. Als Sekretariat der WBU fungiert die North American Broadcasters Association (NABA), die ihren Sitz ebenfalls in Toronto hat. Das Gremium besteht aus 7 Mitgliedern.

## Mitglieder
Die sieben Mitglieder sind:
- Asia-Pacific Broadcasting Union (ABU)
- Arab States Broadcasting Union (ASBU)
- African Union of Broadcasting (AUB/UAR)
- Caribbean Broadcasting Union (CBU)
- Commonwealth Broadcasting Association (CBA)
- European Broadcasting Union (EBU/UER)
- International Association of Broadcasting (IAB/AIR)
- North American Broadcasters Association (NABA)
- Organización de Telecomunicaciones de Iberoamérica (OIT/OTI)